# 埃丁頓 (緬因州)
埃丁頓（英語：Eddington）是一個位於美國緬因州佩諾布斯科特縣的鎮。

## 人口
根據2020年美國人口普查的數據，埃丁頓的面積為68.74平方千米，當中陸地面積為64.72平方千米，而水域面積為4.01平方千米。當地共有人口2194人，而人口密度為每平方千米32人。